# Oslofjord Convention Center
Le Oslofjord Convention Center est un centre de conférences situé dans le sud de la Norvège à Stokke. Jusqu'en avril 2011 le centre portait le nom Brunstad Conference Center.
C'est l'un des plus grands centres du pays.
Il accueille divers événements nationaux et internationaux tels que les concours hippiques et les expositions d'automobiles.

## Le centre
Le centre de conférence de Brunstad a été fondé en février 2003. Les travaux se sont achevés l'été 2004. Le centre a été inauguré officiellement le 1er octobre 2004. La salle de conférence a une superficie de 4 800 mètres carrés, et a une capacité de 6 800 places assises et 700 places debout. La salle de conférence a une installation audio de 100 000 watts, une installation pour production télévisée, une station d'émission satellite, un système de télévision par IP et un système de traduction simultanée d'une capacité de 20 langues.
Une nouvelle phase d'expansion a été commencé en 2014 et comprend un complexe hôtelier de 1600 chambres, un complexe sportif comprenant deux terrains de football, une patinoire, une hall multisports et un complexe aquatique.

## Galerie

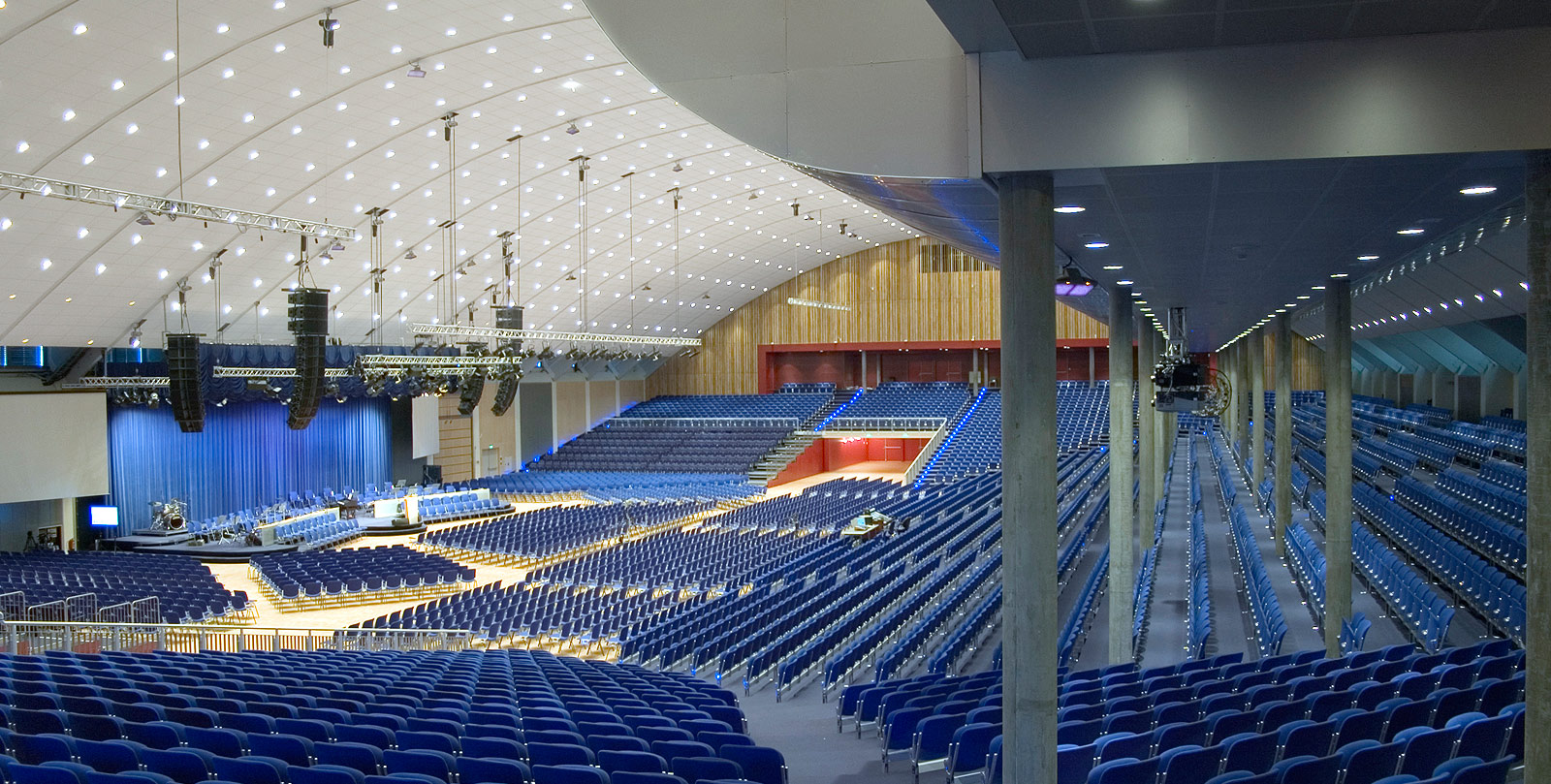
La salle de conférence Dorothy Vedvik